# Södermanlands runinskrifter 109
Runinskrift Sö 109 är en runsten i Klosters socken och Eskilstuna kommun i Södermanland. Den står tillsammans med Sö 107 och Sö 108 i området Balsta cirka 200 meter norr om utfartsvägen från Eskilstuna mot Kjula. Tidigare har den legat som brosten vid Gredby bro över Karpbäcken i närheten av dess nuvarande plats.

## Stenen
Stenen är 3,14 meter hög och 2,32 meter bred vid foten. Materialet är gråsten med inslag av röd fältspat.

## Ornamentik
Centralt på stenen finns ett stort likarmat, flätat hjulkors utan utsmyckning. Runslingan utgörs av två rundögda drakar med nosflik. Dessa är sammanväxta svans mot hals och binds dessutom av en tredje drake i stenens topp. Dennes rundögda huvud har en snabel och dess kropp indelas i två hopflätade ändlösa slingor. Vid stenens fot binds drakarna genom flätning. Den överkorsande svansen utgör även huvudstaven i två runor i den underliggande halsen. Slingan är ovanlig bred, upp till 20 cm. Texten börjar vid den nedre drakens huvud och löper medsols till bindningen. Den fortsätter medsols i den andra draken. Runornas bas är inåtriktad. 

## Inskriften
Translitterering av runraden:
ormar auk × uifriþ ¤ auk × hulmriþ ¤ auk × kal ¤ auk ¤ þolfr auk ¤ (s)krim(i) ¤ þu ¤ hui ¤  --(s)keni ¤ litu (r)(s)(a) × stin × aftir þolf ×
Normalisering till runsvenska:
Ormarr ok Vifriðr ok Holmfriðr ok Kall(?) ok Þolfʀ ok Skrimi(?) þau hion(?) [ok] [sy]stkyn(?) letu ræisa stæin æftiʀ Þolf.
Översättning till nusvenska:
Ormar och Vifrid och Holmfrid och Kal och Tolv och Skrime, dessa makar och syskon lät resa sten efter Tolv.

Vifrid och Holmfrid är kvinnonamn och namnlikheten antyder att de är systrar, den ena gift med Ormar, den andra med Kal. Tolv och Skrime bör vara kvinnornas bröder. Relationen till Tolv som fick stenen rest efter sig framgår inte. Han har en namnlike bland stenresarna. Ofta gav man sitt namn till ett barnbarn.
Ristaren är inte känd. Han använder Svensk runrad från 1000-talet och orden avskiljs med dubbla punkter. Stenen är mycket välkomponerad, hela ytan har utnyttjats och inga runor har hamnat utanför slingorna.

## Se även

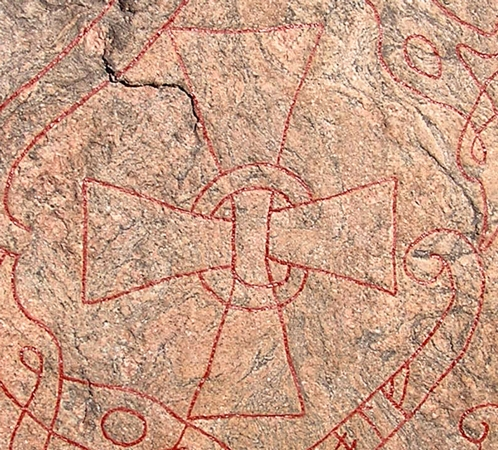
Flätat hjulkors
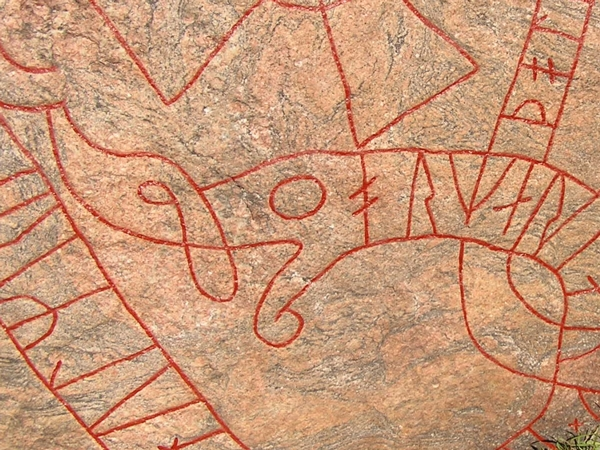
Rundögd drake med nosflik och utan tänder
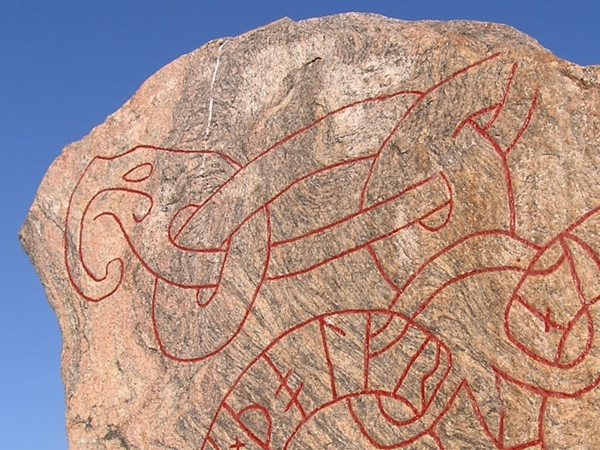
Drakens kropp delar sig bakom huvudet och utgör en ändlös fläta.
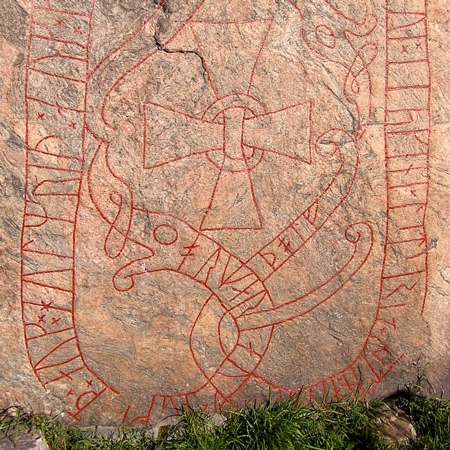
Huvud binds mot svans i en enkel flätning